# Концепт решења
У теорији игара, концепт решења је формално правило за предвиђање тока игре. Ова предвиђања се зову „решења“, и описују које стратегије ће усвојити играчи, а онда предвиђају резултат игре. Највише коришћени концепти решења су еквилибријум концепата, најпознатији Нешов еквилибријум.